# Schlomit
Schlomit (hebräisch שְׁלוֹמִית Schlōmīt) ist eine im Jahr 2011 gegründete Ortschaft der Amana Siedlungsbewegung im Nordwesten der Wüste Negev in Israel. Der Ort hatte 2018 305 Einwohner.

## Geographie
Schlomit liegt etwa 700 Meter entfernt von der ägyptischen Grenze im Südwesten der Regionalverwaltung Eschkol und etwa zehn Kilometer südlich des Grenzübergangs Kerem Schalom zwischen Israel und dem Gazastreifen. Die Gegend am Rande der Negev wird in Israel als Cholot Chaluza (englisch Halutza Sands) bezeichnet.
Im September 2011 bestand die Siedlung lediglich aus einigen Wohncontainern, die von sechs ultraorthodoxen Familien und israelischen Soldaten bewohnt waren. Schlomit ist mit den südlicher gelegenen Moschav Naweh und Bnei Netzarim eine der drei Siedlungen des Jüdischen Nationalfonds, in denen Siedler, die 2005 aus dem Gaza-Streifen umgesiedelt wurden, eine neue Heimat gefunden haben. Schlomit zählt zum seit 2007 so genannten Gaza Envelope, dem Grenzgebiet entlang der Grünen Linie mit zahlreichen Einschlägen aus dem Gazastreifen, das Israels besonderer steuerlicher Förderung unterliegt.

## Sicherheitslage
Das Verteidigungsministerium ist mit der Sicherung der Ortschaft beauftragt, deren Kosten die Einwohner jedoch teilweise selbst tragen werden müssen.
Beim Terrorangriff der Hamas auf Israel 2023 konnte am 7. Oktober der Verteidigungstrupp des Ortes die Terroristen abwehren, so dass es keine Opfer unter den Bewohnern gab, allerdings vier gefallene Verteidiger.

## Planungen
Schlomit soll zukünftig von 500 Familien bewohnt werden. Die Planungen des israelischen Ministeriums für die Entwicklung des Negev und Galiläas und des Regionalverbandes sehen sogar 1.500 Familien vor. Neben Wohnungen und Schulen sind ein Industriegebiet und Ackerbauflächen vorgesehen.